# Bjørn Berge

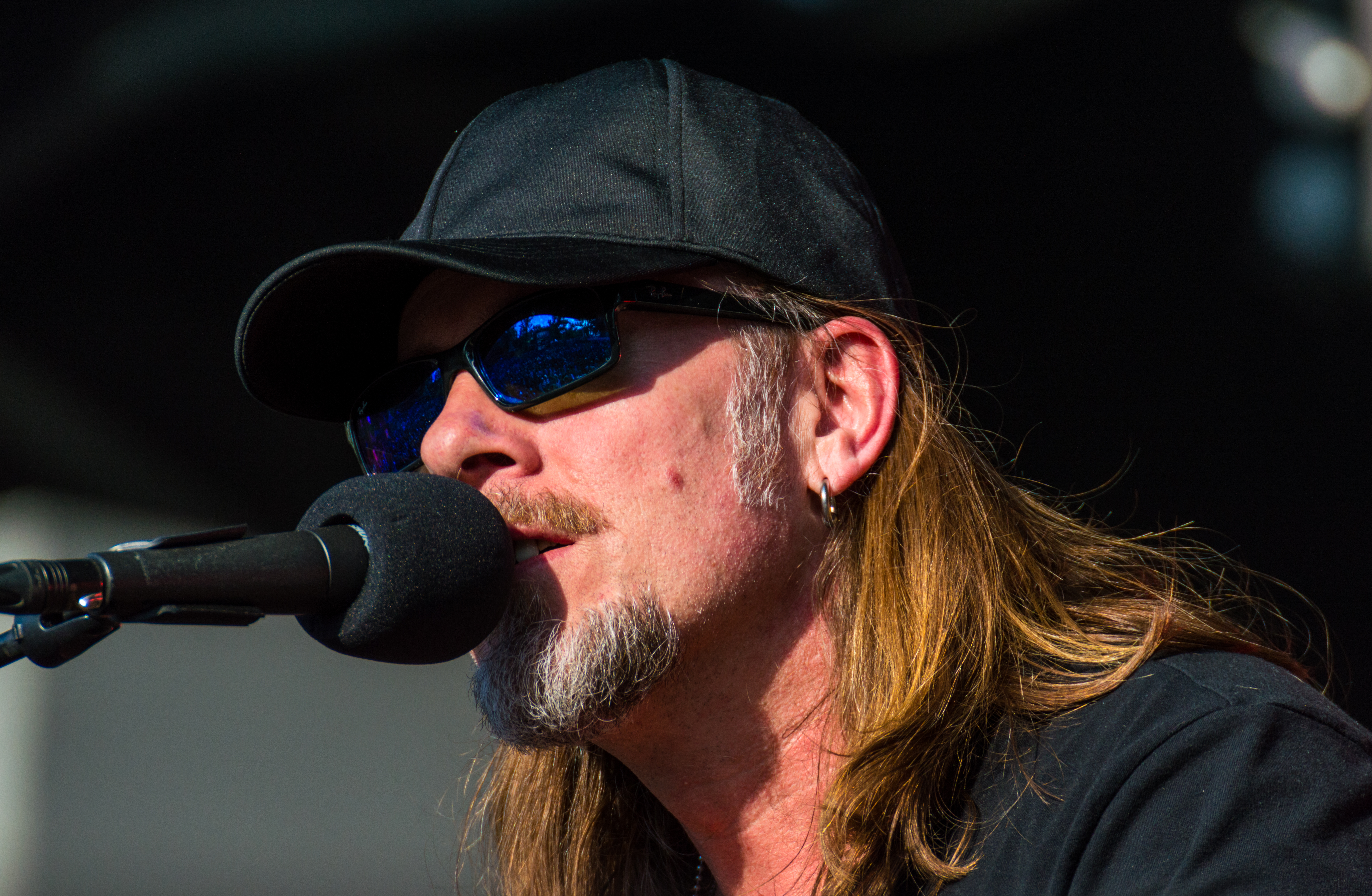
Bjørn Berge in 2015

Bjørn Berge (Sveio, 23 september 1968) is een Noors bluesgitarist.

## Loopbaan
In 2001 won hij de Spellemannprisen voor zijn album Stringmachine en in 2002 voor zijn album Illustrated Man. Hij toerde door heel Europa en won de NBFs Bluespros in 2001. In 2014 verving hij Torbjørn Økland als gitarist in de Noorse band Vamp.

## Eerbewijzen
- 2001: Spellemannprisen in de categorie blues
- 2002: Spellemannprisen in de categorie blues

## Discografie
| Jaar | Album              | Hoogste positie |
| Jaar | Album              | VG-lista        |
| ---- | ------------------ | --------------- |
| 1999 | Blues Hit me       | ??              |
| 2000 | Bag of Nails       | 19              |
| 2001 | Stringmachine      | 36              |
| 2002 | Illustrated Man    | 11              |
| 2004 | St. Slide          | 39              |
| 2006 | We're Gonna Groove | 25              |
| 2007 | I'm The Antipop    | 26              |
| 2009 | Fretwork           | 37              |
| 2011 | Blackwood          | 37              |
| 2013 | Mad Fingers Ball   | 35              |